# Gran Lògia de Rússia
La Gran Lògia de Rússia (en rus: Великая Ложа России) - és una obediència maçònica regular de Rússia. La Gran Lògia de Rússia va ser creada el 24 de juny de 1995. Va ser la primera potència maçònica establerta al país després del tancament i la prohibició de la maçoneria en l'any 1822. La Gran Lògia de Rússia és reconeguda per la majoria de les obediències regulars del món, entre elles la Gran Lògia Unida d'Anglaterra (GLUI) (des de 1996) i per més de 90 obediències maçòniques del món.